# Sad-Eyed Lady of the Lowlands
Sad-Eyed Lady of the Lowlands – piosenka skomponowana przez Boba Dylana, nagrana przez niego w lutym i wydana na albumie Blonde on Blonde w maju 1966 r. Spotykana jest także czasem wersja „Sad Eyed Lady of the Lowlands”.

## Historia i charakter utworu
„Sad-Eyed Lady of the Lowlands” jest jedyną kompozycją Dylana, której poświęcił całą stronę winylowego albumu.
Ten długi, wręcz epicki, tekst, jest jednym z ambitniejszych, choć zarazem i niejasnych wierszy Dylana. Uważa się, iż został on napisany dla świeżo poślubionej (22 listopada 1965) przez artystę Sary Lownds. Jednak dokładne przeczytanie wiersza jasno wykazuje, że w tekście znajdują się obrazy innych kobiet, oczywiście takich, które kiedykolwiek znalazły miejsce w jego sercu. Są one przedstawione w formie potrzaskanych halucynacji.
Bob Neuwirth, przyjaciel Dylana, powiedział w wywiadzie udzielonym Robertowi Sheltonowi w poł. lat 60. XX wieku, że Bob nigdy nie napisał piosenki o jakiejś jednej osobie. Są one one o wielu osobach, a czasami nie są w ogóle o żadnej osobie. Jednak już w kilka miesięcy później Dylan złamał swoją dotychczasową zasadę, do czego sam przyznaje się w tekście do piosenki Sara z albumu Desire (1975):
"I stayed up for the days in the Chelsea Hotel
Writing 'Sad-Eyed Lady of the Lowlands' for you'. „
Wskazuje na to także nieco kabalistyczne zrównanie „Lowlands” z nazwiskiem Sary (po pierwszym mężu) – Lownds.
Sam tekst jest pod wyraźnym wpływem symbolistów francuskich; głównie są to Arthur Rimbaud i Charles Baudelaire.
Jak wiele piosenek Dylana z tego okresu, a zwłaszcza z albumu Blonde on Blonde, „Sad-Eyed Lady of the Lowlands” ma wywołać u słuchacza czysty emocjonalny oddźwięk, a nie uwikłanie się w intelektualne rozważania, interpretacje i odkrywanie objawieniowych „znaczeń”.
Sam Dylan powiedział Robertowi Sheltonowi, że uważa tę piosenkę z najdoskonalszy utwór jaki stworzył.
Dylan był u szczytu swojej romantycznej epoki i portret bohaterki utworu przedstawiony przez niego, idealnie to odzwierciedla. Jest ona osobą duchową i zarazem jak najbardziej cielesną; mistyczną a jednak i ludzką; szlachetną i zarazem wzruszającą; jej prace wydają się być nie do wytrzymania, a jednak promieniuje ona wewnętrzną siłą i zdolnością do odradzania się. Dylanowi udało się tu uniknąć sytuacji, gdy portrety „pozaświatowych” kobiet wyraźnie cierpią z powodu wprowadzenia treści z materialnego świata.
Dylan nigdy nie wykonał tej kompozycji na żadnym ze swoich koncertów, chociaż znalazła się wśród utworów wykonywanych w październiku 1975 r. podczas prób przed „Rolling Thunder Revue”.

### Sesja nagraniowa
Dylan początkowo nie zamierzał nagrać podwójnego albumu. Jednak 15 lutego odbyła się jego druga sesja w Nashville, kiedy została nagrana pierwsza i jedyna wersja „Sad-Eyed Lady of the Lowlands”.
Przystępując do nagrania tego utworu Dylan w typowy dla siebie sposób przedstawił muzykom schemat sesji
Wykonamy zwrotkę i refren a potem zagram rzecz na harmonijce. Potem wykonamy następną zwrotkę i refren i zagram trochę więcej na harmonijce i zobaczymy jak to poleci dalej.
Sesja do „Sad-Eyed Lady” trwała od godz. 6 wieczorem do 1 w nocy, a wiadomo, że utwór ten został nagrany bez żadnych prób za pierwszym razem.

## Sesje i koncerty Dylana, na których wykonywał ten utwór

### 1966
- 15 lutego 1966 - sesja nagraniowa w Columbia Music Row Studios w Nashville w stanie Tennessee

- 13 marca 1966 - pokój hotelowy w Denver w stanie Kolorado

- październik 1975 - próby przed Rolling Thunder Revue w Studio Instrumental Rentals, Nowy Jork w stanie Nowy Jork. Ta wersja znalazła się na krótszej wersji filmu Renaldo and Clara

## Wersje innych artystów
- Joan Baez - Any Day Now (1968)
- Richie Havens - Mixed Bag II (1974)
- Bad New Reunion - The Easiest Way (1980)
- Steve Howe - Portraits of Bob Dylan (1999)